# Баскетболист года конференции Patriot League
Баскетболист года конференции Patriot League (англ. Patriot League Men's Basketball Player of the Year) — ежегодная баскетбольная награда, вручаемая по результатам голосования лучшему баскетболисту среди студентов конференции Patriot League, входящей в первый дивизион NCAA. Голосование проводится среди главных тренеров команд, входящих в конференцию (в данный момент их десять), свои голоса тренеры подают после окончания регулярного сезона, но перед стартом плей-офф, то есть в начале марта, причём они не могут голосовать за своих собственных игроков. Премия была учреждена и впервые вручена Деймону Лопесу из Фордемского университета в сезоне 1990/91 годов.
Первое упоминание об этой конференции относится ещё к 1980 году, когда Лига плюща задумала увеличить количество матчей регулярного чемпионата за счёт других конкурентоспособных противников, не входящих в её состав. Официально же данная конференция начала свою деятельность под названием Colonial League в 1988 году, когда шесть студенческих команд решили объединиться в отдельную конкурентоспособную конференцию по географическому признаку. В 1990 году она получила своё нынешнее название по предложению спортивного администратора Карла Ульриха, после чего её ряды пополнили команды Фордемского университета и военной академии США. А в 2013 году в конференцию были включены команды Бостонского университета и Мэрилендского университета Лойолы.
Пять игроков, Адонал Фойл, Брайан Элерс, Си Джей Макколлум, Майк Мускала и Тим Кемптон, получали этот приз по два раза, и лишь Макколлум становился его лауреатом, будучи первокурсником. Чаще других победителями этой номинации становились игроки Бакнеллского университета (9 раз), Колгейтского университета (7 раз), Колледжа Святого Креста и Лихайского университета (по 5 раз).

## Легенда
|           | Сообладатели награды |
| Игрок (X) | Количество титулов   |

## Победители
| Сезон   | Игрок                 | Фото | Университет                 | Позиция                                     | Год обучения | Примечания |
| ------- | --------------------- | ---- | --------------------------- | ------------------------------------------- | ------------ | ---------- |
| 1990/91 | Деймон Лопес          |      | Фордемский университет      | Центровой                                   | Четвёртый    | [ 1 ]      |
| 1991/92 | Патрик Кинг           |      | Бакнеллский университет     | Лёгкий форвард / Тяжёлый форвард            | Четвёртый    | [ 2 ]      |
| 1992/93 | Майк Брайт            |      | Бакнеллский университет     | Лёгкий форвард / Атакующий защитник         | Четвёртый    | [ 3 ]      |
| 1993/94 | Такер Нил             |      | Колгейтский университет     | Атакующий защитник                          | Третий       | [ 4 ]      |
| 1994/95 | Роб Фистер            |      | Колледж Святого Креста      | Лёгкий форвард / Тяжёлый форвард            | Четвёртый    | [ 5 ]      |
| 1995/96 | Адонал Фойл           |      | Колгейтский университет     | Центровой                                   | Второй       | [ 6 ]      |
| 1996/97 | Адонал Фойл (2)       |      | Колгейтский университет     | Центровой                                   | Третий       | [ 7 ]      |
| 1997/98 | Стефан Чосичи         |      | Лафайеттский колледж        | Центровой                                   | Третий       | [ 8 ]      |
| 1998/99 | Брайан Элерс          |      | Лафайеттский колледж        | Атакующий защитник / Разыгрывающий защитник | Третий       | [ 9 ]      |
| 1999/00 | Брайан Элерс (2)      |      | Лафайеттский колледж        | Атакующий защитник / Разыгрывающий защитник | Четвёртый    | [ 10 ]     |
| 2000/01 | Тим Шатко             |      | Колледж Святого Креста      | Тяжёлый форвард                             | Второй       | [ 11 ]     |
| 2001/02 | Патрик Доктор         |      | Американский университет    | Тяжёлый форвард / Центровой                 | Четвёртый    | [ 12 ]     |
| 2002/03 | Патрик Уирти          |      | Колледж Святого Креста      | Центровой                                   | Четвёртый    | [ 13 ]     |
| 2003/04 | Остин Роуленд         |      | Лихайский университет       | Разыгрывающий защитник                      | Четвёртый    | [ 14 ]     |
| 2004/05 | Кевин Хэмилтон        |      | Колледж Святого Креста      | Атакующий защитник / Разыгрывающий защитник | Третий       | [ 15 ]     |
| 2005/06 | Чарльз Ли             |      | Бакнеллский университет     | Лёгкий форвард / Атакующий защитник         | Четвёртый    | [ 16 ]     |
| 2006/07 | Кит Симмонс           |      | Колледж Святого Креста      | Атакующий защитник / Лёгкий форвард         | Четвёртый    | [ 17 ]     |
| 2007/08 | Грег Спринк           |      | Военно-морская академия США | Разыгрывающий защитник / Атакующий защитник | Четвёртый    | [ 18 ]     |
| 2008/09 | Деррик Мерсер         |      | Американский университет    | Разыгрывающий защитник                      | Четвёртый    | [ 19 ]     |
| 2009/10 | Си Джей Макколлум     |      | Лихайский университет       | Атакующий защитник / Разыгрывающий защитник | Первый       | [ 20 ]     |
| 2010/11 | Майк Мускала          |      | Бакнеллский университет     | Тяжёлый форвард / Центровой                 | Второй       | [ 21 ]     |
| 2011/12 | Си Джей Макколлум (2) |      | Лихайский университет       | Атакующий защитник / Разыгрывающий защитник | Третий       | [ 22 ]     |
| 2012/13 | Майк Мускала (2)      |      | Бакнеллский университет     | Тяжёлый форвард / Центровой                 | Четвёртый    | [ 23 ]     |
| 2013/14 | Кэмерон Эйерс         |      | Бакнеллский университет     | Атакующий защитник / Разыгрывающий защитник | Четвёртый    | [ 24 ]     |
| 2014/15 | Тим Кемптон           |      | Лихайский университет       | Тяжёлый форвард / Центровой                 | Второй       | [ 25 ]     |
| 2015/16 | Тим Кемптон (2)       |      | Лихайский университет       | Тяжёлый форвард / Центровой                 | Третий       | [ 26 ]     |
| 2016/17 | Нана Фулланд          |      | Бакнеллский университет     | Центровой                                   | Третий       | [ 27 ]     |
| 2017/18 | Зак Томас             |      | Бакнеллский университет     | Тяжёлый форвард                             | Четвёртый    | [ 28 ]     |
| 2018/19 | Раполас Иванаускас    |      | Колгейтский университет     | Тяжёлый форвард                             | Третий       | [ 29 ]     |
| 2019/20 | Са’ид Нельсон         |      | Американский университет    | Разыгрывающий защитник                      | Четвёртый    | [ 30 ]     |
| 2020/21 | Джордан Бёрнс         |      | Колгейтский университет     | Разыгрывающий защитник                      | Четвёртый    | [ 31 ]     |
| 2021/22 | Сакмейл Матон         |      | Бостонский университет      | Тяжёлый форвард / Центровой                 | Пятый        | [ 32 ]     |
| 2022/23 | Такер Ричардсон       |      | Колгейтский университет     | Разыгрывающий защитник                      | Четвёртый    | [ 33 ]     |
| 2023/24 | Брейден Смит          |      | Колгейтский университет     | Разыгрывающий защитник                      | Второй       | [ 34 ]     |
| 2024/25 | Ноа Уильямсон         |      | Бакнеллский университет     | Центровой                                   | Третий       | [ 35 ]     |